# Coordination des forces démocratiques
Pour les articles homonymes, voir CFD.
La Coordination des forces démocratiques ou CFD est une alliance de partis politiques nigériens. Elle a été formée pour les législatives de décembre 2004 et y remporte 25 sièges sur les 113 de l'assemblée nationale nigérienne.
Plusieurs partis composent la CFD :
- le Parti nigérien pour la démocratie et le socialisme-Tarayya ;
- le Parti nigérien pour l'autogestion-Al'ouma ;
- l'Union des Nigériens indépendants ;
- le Parti progressiste nigérien-Rassemblement démocratique nigérien et
- l'Union pour la démocratie et la république-Tabbat.